# 魚吹八幡神社
魚吹八幡神社（うすきはちまんじんじゃ）は、兵庫県姫路市網干区宮内193にある神社。「津の宮」とも呼ばれている。神功皇后の三韓征伐のおり、神託により創建されたと伝わる。延喜式神名帳の名神大社である中臣印達神社の比定社の一つ。
三ノ宮卯之助（江戸時代の力持ち・曲持ち）が持ち上げたという力石が残っており卯之助の像も建立されている。

## 祭神
応神天皇、神功皇后、玉依比賣命

## 祭事
- 武神祭　3月最終土曜日。（姫路市指定無形民俗文化財）
- 招魂祭　4月22日
- 千燈祭　7月14日
- 秋季例祭　10月21日-10月22日

### 提灯祭り
魚吹八幡神社の秋季例祭は提灯祭りと呼ばれている。屋台18台、檀尻（だんじり）4台、獅子檀尻1台が参加し、播州地区では最大の氏子数を抱える。播州の秋祭りの中でも代表的なものの一つで、兵庫県の無形民俗文化財に指定されている（2007年指定）。
祭りの由来は、三柱の祭神が乗り移った3基の神輿が、御旅所に渡御する道中の御神灯にと、御旅提灯を差し出したのがはじまりとされ、それが戦後徐々に過激になり、宮入前に激しい練りを見せるようになったといわれている。
宵宮（10月21日）
長さ約3メートルの青竹の先に下げた提灯を練り合って叩き潰す提灯練りが有名。夕刻以降に浜手の7地区によって神社楼門前、境内参道にて行われる。浜手以外の各地区も村練りを行い、各地（JR網干駅前、勝原小学校ほか）で練り合わせを行う。22時頃より本殿から3基の神輿及び金幣が神社西側の御旅所（通称、西の馬場）に向かい（渡御）、御旅所で神事が執り行われる（神幸祭）。
昼宮（10月22日）
早朝より各地区を出発した屋台等は、概ね午前10~11時ごろを目途に御旅所に集結し、練り合わせを行う。午後より神輿及び金幣が神社に戻り（還御）、屋台等もあらかじめ決められた宮入り順に従って神社へ移動する。「チョーサ」の掛け声で屋台を高く差し上げる屋台練りや獅子舞、檀尻芸など多彩な奉納芸が見物。
2019年（令和元年）の昼宮では、還御に先立って、同日の即位礼正殿の儀にちなんだ天皇即位を祝うパレードを行った。
祭礼地域
以下の24ヶ町
- 姫路市大津区 - 吉美、平松、天満、長松、西土井
- 姫路市勝原区 - 朝日谷、熊見、宮田、丁（よろ）
- 姫路市網干区 - 大江島、垣内、興濵（おきのはま）、新在家、余子濵、坂出、坂上、高田、津市場北、津市場、福井、和久、田井、宮内
- 揖保郡太子町 - 糸井

- - 興濵、新在家、余子濵、垣内の4地区は檀尻、朝日谷は獅子檀尻。宮内は渡御・還御で先導役を務め、和久と駅前は合同で屋台巡行を行う。その他の地域は屋台である。
  - 神輿・金幣は担当地区が決まっていて、神輿は応仁天皇を興濵が、神功皇后を新在家が、玉依比賣命を余子濵が担当し、金幣は大江島が担当する。
  - 太字は提灯練りの7地区。

## 文化財[3]
兵庫県指定有形文化財
- 楼門
- 摂社敷島神社本殿

兵庫県指定重要無形民俗文化財
- 秋季例祭風流

姫路市指定有形文化財
- 本殿

姫路市指定重要無形民俗文化財
- 武神祭

## 交通
- 山陽電鉄山陽網干駅下車北へ1km。
- JR山陽本線網干（あぼし）駅下車南2.5km タクシー5分。